# Matka Teresa od kotów
Matka Teresa od kotów – polski dramat filmowy z 2010 roku w reżyserii Pawła Sali. Zdjęcia kręcono w Warszawie, Świdrze i Otwocku.

## Opis fabuły
Dwaj bracia, Artur (22 lata) i Marcin (12 lat), zabijają swoją matkę w okrutny sposób. Film pokazuje okres 13 miesięcy przed ich
aresztowaniem. Na pierwszy plan wysuwają się psychika i emocje bohaterów. W tle natomiast widz ogląda środowisko, w którym żyła ta z pozoru zwyczajna i skromna rodzina.

## Obsada
- Ewa Skibińska – Teresa Bielicka
- Mariusz Bonaszewski – Hubert Bielicki
- Mateusz Kościukiewicz – Artur Bielicki
- Filip Garbacz – Marcin Bielicki
- Monika Pikuła – Ewa
- Janusz Chabior – Jacek
- Łukasz Simlat – makler
- Beata Fido – nauczycielka Marcina

## Nagrody
Obraz otrzymał pięć nominacji do Złotych Kaczek. Wygrał nagrodę dla najlepszego aktora na MFF w Karlowych Warach, a także był wśród filmów zgłoszonych do konkursu głównego festiwalu w Gdyni. Za ten obraz reżyser otrzymał Złotego Dzika – nagrodę Festiwalu Reżyserii Filmowej w Świdnicy.